# Зверь из Бладенборо
Зверь из Бладенборо — загадочное агрессивное существо, которое якобы наблюдалось в небольшом американском городе Бладенборо, штат Северная Каролина, начиная с декабря 1953 или января 1954 года и на определённое время привлекло в США общенациональное внимание. 
Как сообщается, данное существо нападало на собак и домашний скот, убивая их; у всех убитых животных была сломана челюсть и высосана кровь (то же самое имеет место в сообщениях о чупакабре, которые впервые появились спустя много лет). Некоторые местные жители якобы видели существо и описывали его как нечто среднее между огромной кошкой и волком, с круглой мордой, длинным хвостом, большими острыми зубами и горящими глазами, 3 фута (примерно 0,9 метра) в длину и 20 дюймов (примерно 51 сантиметр) в высоту, что в конце концов привело к появлению местной легенды о «звере из Бладенборо».
Достоверность самих этих сообщений находилась под сомнением даже в то время, что, однако, не помешало охотникам со многих концов страны съехаться в Бладенборо с целью уничтожить существо. Несмотря на то, что о его происхождении высказывались всевозможные экзотические версии (например, что оно могло быть гибридом медведя и волка), сейчас обычно предполагается, что эти убийства, если они имели место на самом деле, скорее всего, совершались пумой.  В частности, такая версия была высказана в 2008 году в научно-популярном телесериале Monster Quest на телеканале History Channel на основе подробного анализа сообщений, которые после 1954 года продолжали поступать.
Легенда о существе оставила большой след в местной популярной культуре. Каждый год в городе проводится фестиваль в честь чудовища.